# Filabad
Fīlābād (farsi فيل اباد) è una città dello shahrestān di Farsan, circoscrizione Centrale, nella provincia di Chahar Mahal e Bakhtiari. Aveva, nel 2006, una popolazione di 4.713 abitanti.